# Жизнь Пондов
«Жизнь Пондов» (англ. Pond Life) — пять специальных мини-выпусков, в которых показана жизнь Эми и Рори, героев сериала «Доктор Кто», в перерыве между приключениями. Эпизоды были выпущены в течение пяти дней: с 27 по 31 августа 2012 года на официальном сайте «Доктора Кто». Режиссёр — Сол Метцстин, сценарист — Крис Чибнелл.

## Содержание эпизодов
Часть первая. Время действия — апрель
Доктор по телефону рассказывает о своих приключениях: как он катался на сёрфе по огненным водопадам на Фроал-9, встречался с Матой Хари в номере парижского отеля, поработал в качестве бэк-вокалиста. Говорит, что может появиться у них в любой день, так как в ТАРДИС «пошаливают» регуляторы. В эпизоде показано, как Эми и Рори, после прослушивания этого голосового сообщения, поднимают бокалы за Доктора.
Часть вторая. Время действия — май
ТАРДИС материализуется в доме молодой пары, и Доктор врывается в их спальню, разбудив их. Повелитель Времени сообщает, что мир находится в большой опасности, но Эми и Рори ничего не понимают, так как Доктор прибыл не в тот момент времени. В эпизоде мы видим отрывки будущих приключений (1 часть 7 сезона сериала «Доктора Кто»). Доктор улетает. Эми и Рори не могут уснуть, боясь, что с Доктором может произойти что-то опасное.
Часть третья. Время действия — июнь
Рори в полусонном состоянии входит в ванную комнату и вмиг вылетает оттуда. Открывает дверь и снова захлопывает её. В конце концов, Эми подходит к нему и просит, чтобы он пропустил её. Рори неохотно позволяет ей войти. Перед собой они видят уда, который спрашивает, не может ли он чем-нибудь помочь. Рори с удивлением: «Уд сидит на унитазе». Эми: «Ага».
Часть четвёртая. Время действия — июль
Доктор поясняет по телефону, что уд, наверное, вышел из ТАРДИС вчера ночью. Мы узнаём, что он спас его от ужасов андравакского конфликта и вёз его обратно на Ууд-сферу. Доктор: «Он же вам не сильно докучает?» В это время мы видим отрывки, на которых уд даёт Эми её ноутбук, Рори обед, застилает постель, вешает сырое бельё для сушки. Рори говорит, что уд считает себя их слугой. Доктор объясняет, что это потребность прислуживания. Повелитель Времени вынужден закончить разговор, поскольку у ТАРДИС начались перебои в питании. Уд подаёт Эми и Рори завтрак, но Рори «ужасно мучает совесть».
Часть пятая. Время действия — август
Доктор сообщает по телефону, что он отвёз уда домой, случайно изобрёл лапшу и что регулятор всё ещё барахлит. Также говорит, что он посетил их один раз, но дома никого не было. Доктор спрашивает, всё ли у них в порядке, отвечая на свой же собственный вопрос: «Конечно же хорошо. Понды всегда в порядке. Мои опасения беспочвенны». Во время этого монолога мы видим клип, в котором показано, как Рори в гневе уходит из дома, а Эми кричит что-то ему вслед. Похоже, что они поссорились. Всё, что он говорил им, Доктор удаляет. Затем мы видим, как Эми пришла домой и, видя, что на автоответчике ничего нет, говорит: «Ты нужен нам, Человек в лохмотьях. Ты мне нужен».